# Элея (Латвия)
Э́лея (латыш. Eleja, нем. Elley, в Российской империи — Эллеи) — село в Латвии, Елгавском крае, административный центр Элейской волости. Расположено в южной части Латвии, у границы с Литвой, на берегу реки Элея.

## История
В исторических источниках впервые упоминается в хрониках X века. В XVI веке основана Элейская усадьба (Elley), которая в 1753—1920 годы принадлежала роду Медемов и было их майоратным имением. Дворец усадьбы был построен сыном И. Ф. Медема, Карлом (Karl Johann Friedrich von Medem, 1762—1827), в 1806—1810 годах; в 1915 году сгорел, в 1925 и 1927 годах были разработаны проекты его восстановления, но они оказались слишком дорогими, и в 1933 году было принято решение о сносе развалин. Кирпич дворца использовался для построек нескольких зданий Элеи.
Населённый пункт Вилкударзс (латыш. Vilkudārzs) образовался в 1915 году после постройки ж/д линии Елгава — Мейтене. В 1932 году он получил статус посёлка. В 1936 году посёлок переименован в Элею. С 1949 по 1956 год — центр Элейского района. 21.02.1950 Элее присвоен статус рабочего посёлка, с 1961 года — посёлок городского типа. В 1957 году к Элее присоединена сельская территория. В 1991 году Элея утратила статус посёлка городского типа; ныне является селом.

## Образование и культура
В Элее находятся: средняя школа, детский сад «Kamenīte» («Шмель»), библиотека (основана в 1946 году); в Элейском парке расположена открытая эстрада.

## Здравоохранение
В докторате работают семейный врач и зубной врач. В помещении бывшей больницы открыт центр здоровья и социальной защиты.

## Транспорт
Элея находится на перекрёстке автодорог A8 E 77 Елгава — Шяуляй и P103 Добеле — Бауска.
В посёлке расположена ж/д станция Мейтене, до вступления Латвии в Шенген 21 декабря 2007 года на ней осуществлялся пограничный контроль. В настоящее время (на 2011 г.) пассажирского движения нет.

## Достопримечательности
- Ландшафтный парк бывшего родового поместья жены Петра Бирона Доротеи.
- В 5 км западнее Элеи в лесу находятся остатки пусковых шахт ракет Р-12У (SS-4 Sandal)

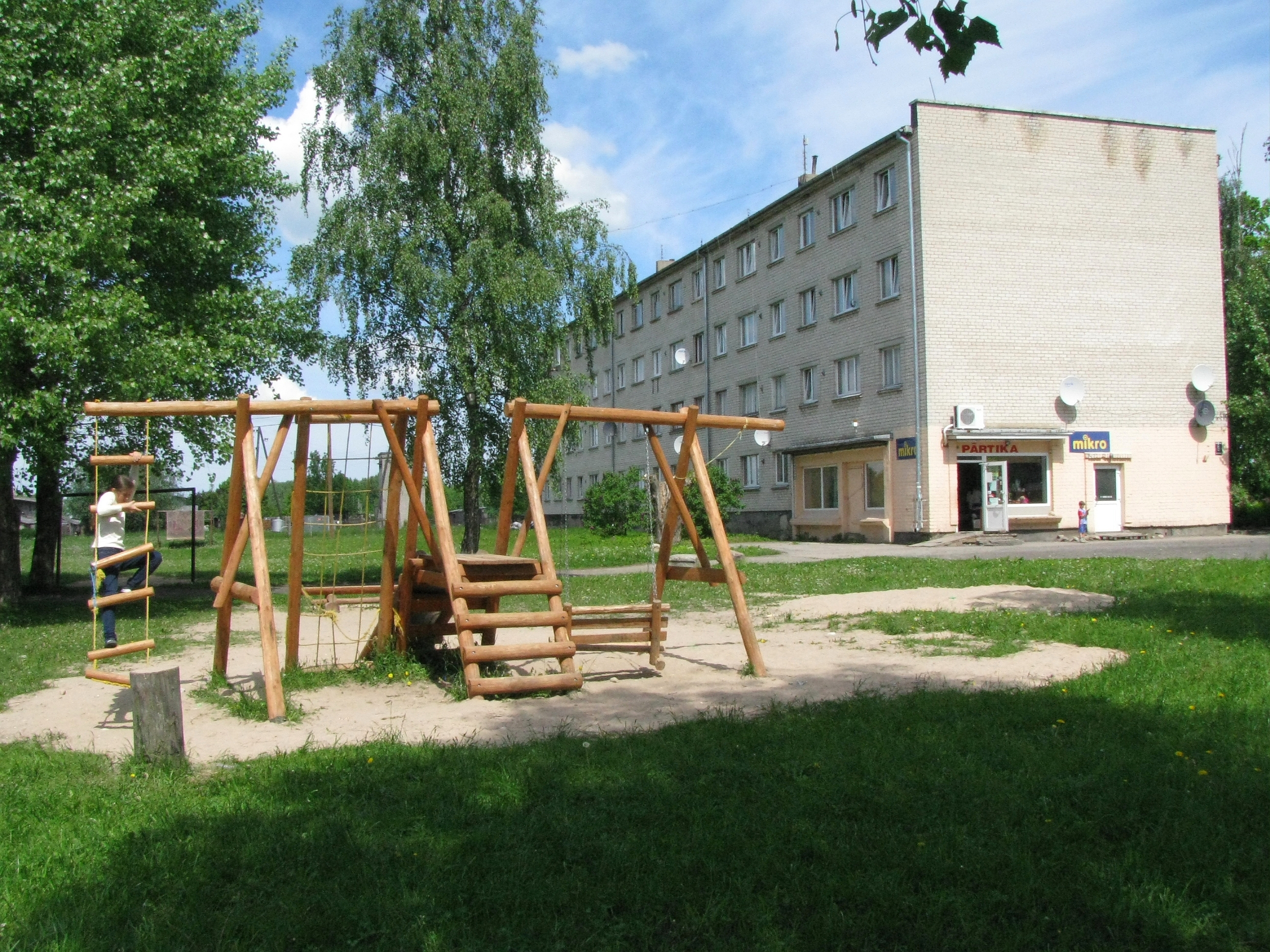
Бывший военный городок в Элее
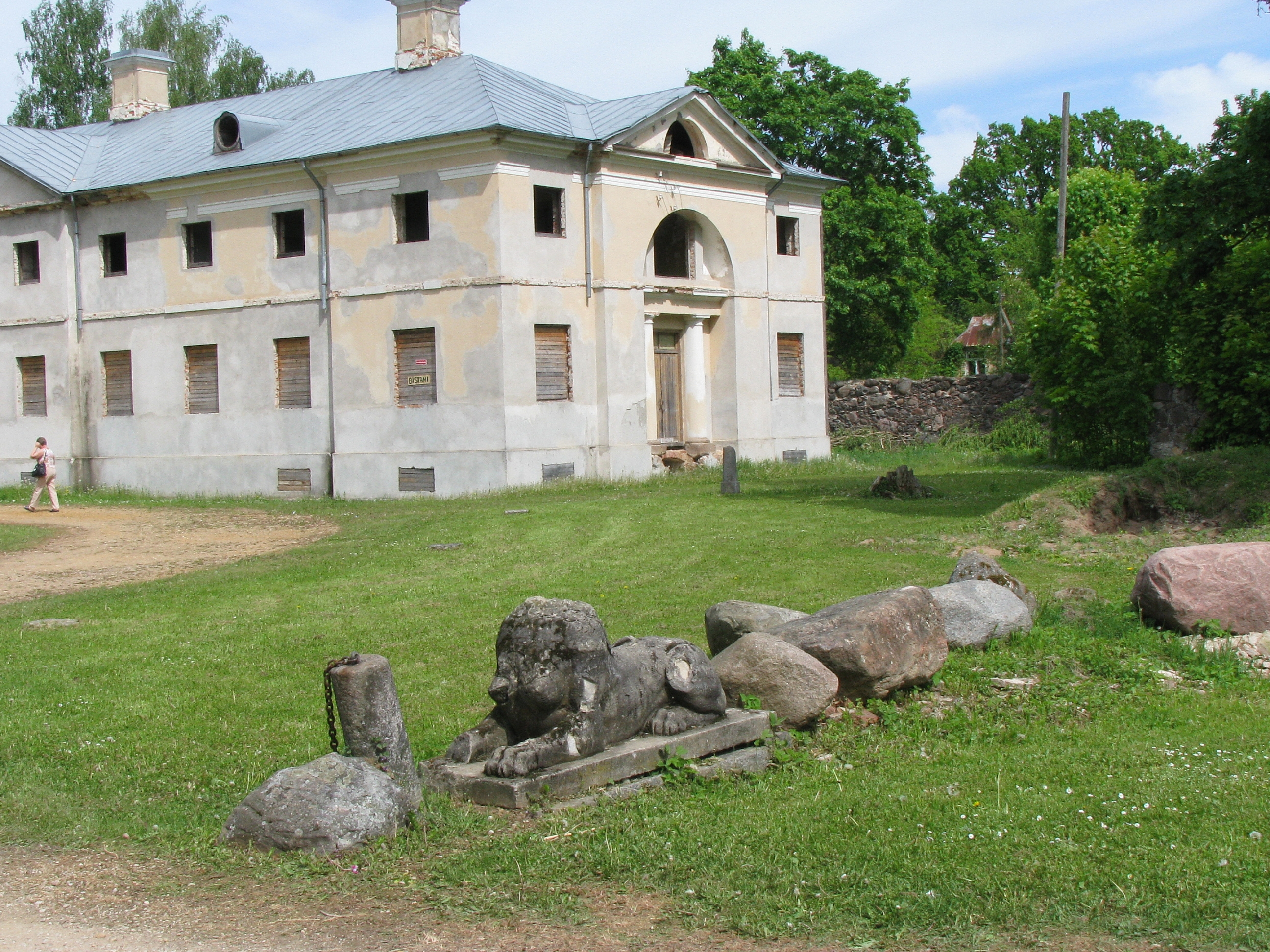
Элейская усадьба
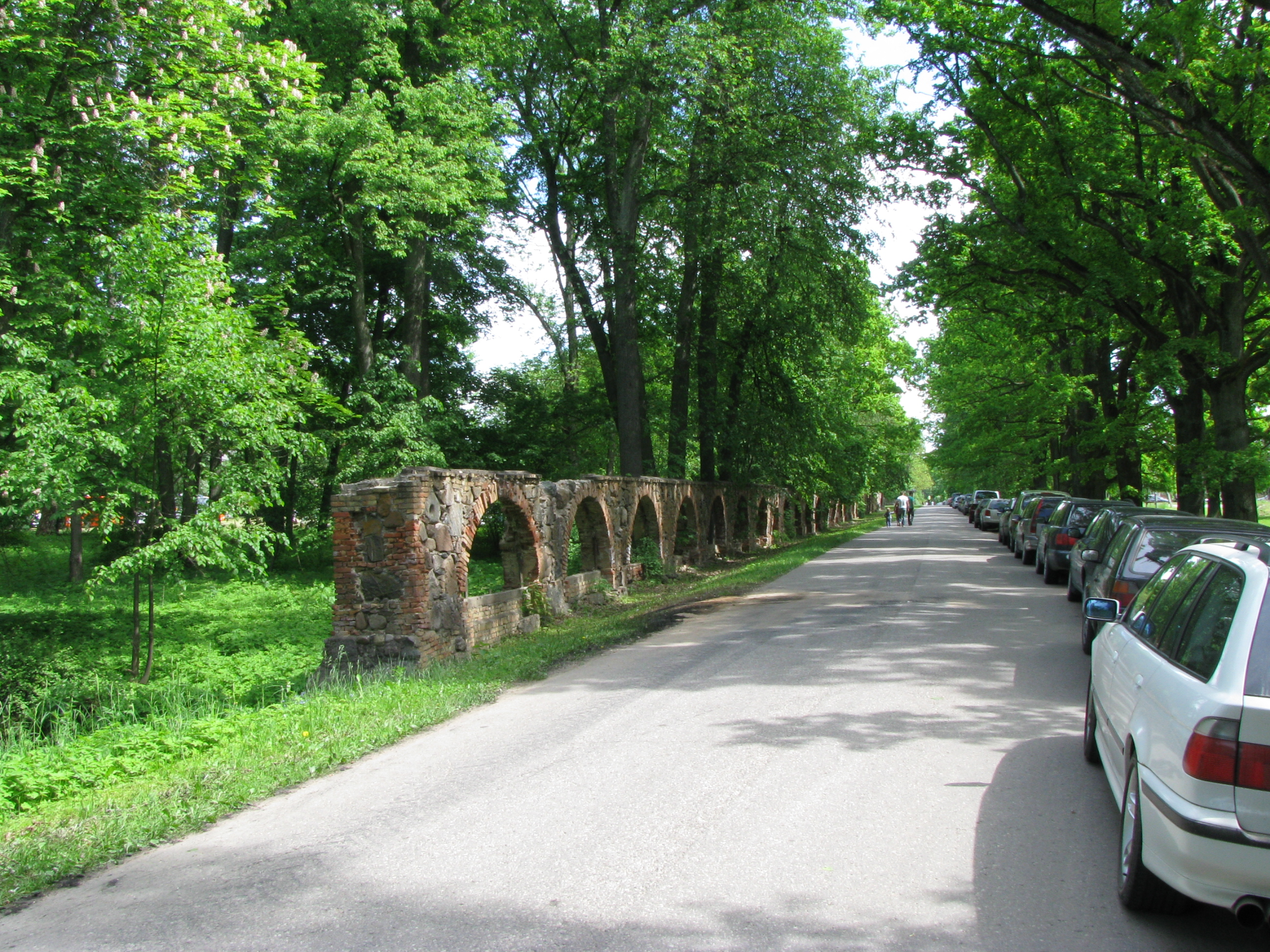
Дорога к Элейской усадьбе
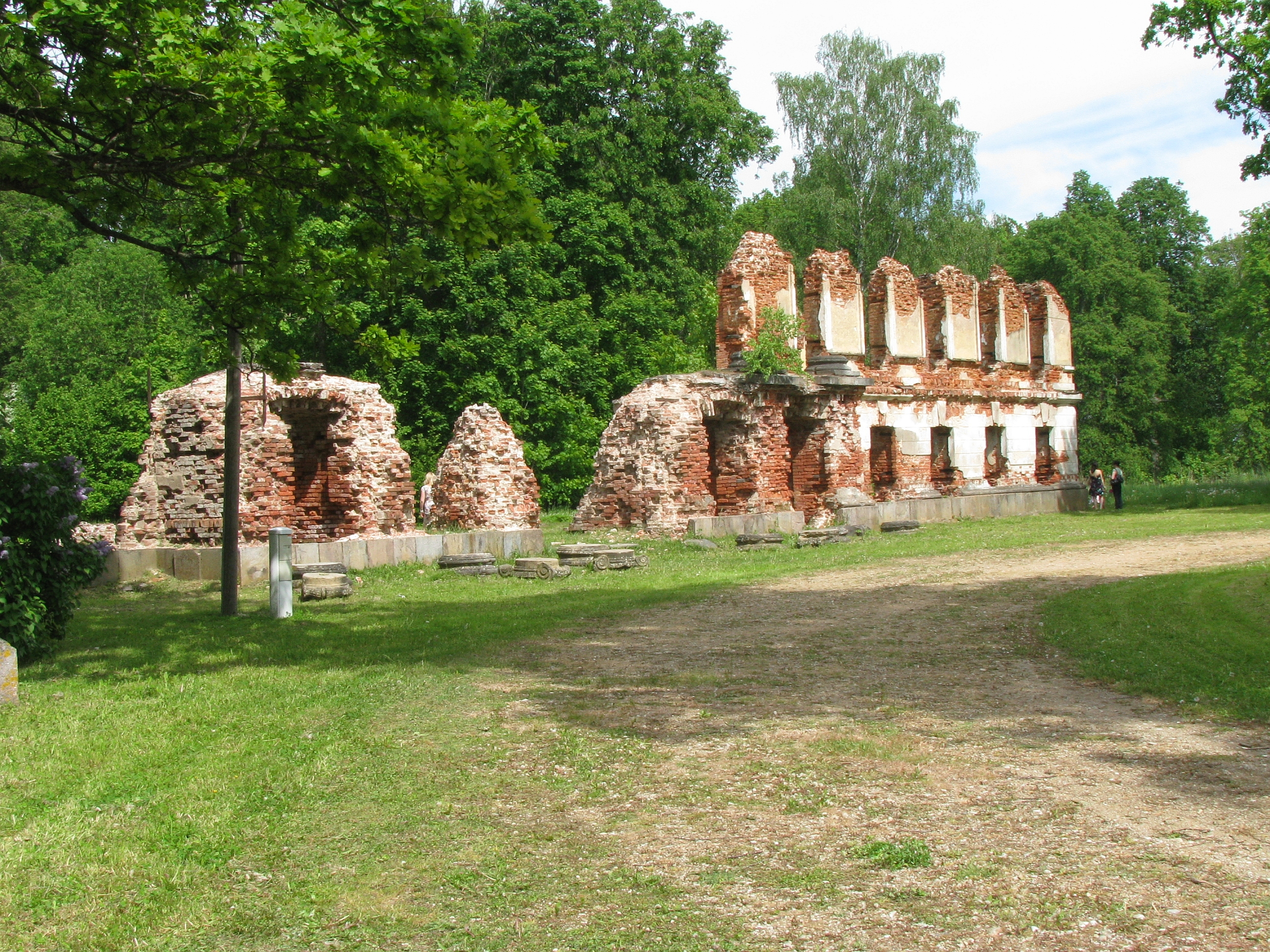
Развалины, Элейская усадьба
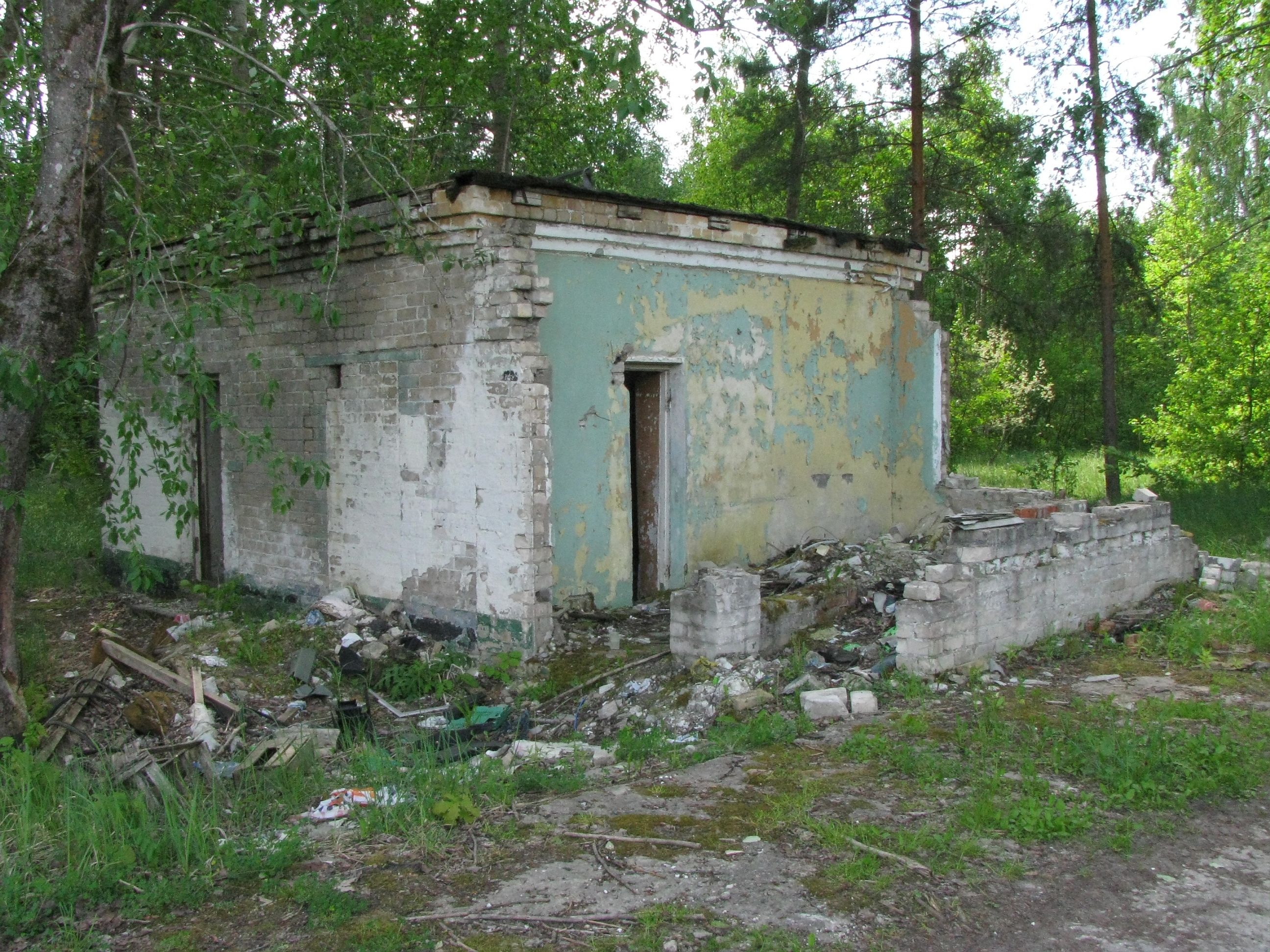
КПП бывшей военной части